# Herbert Vesely
Herbert Vesely (* 31. März 1931 in Wien; † 13. Juli 2002 in München) war ein österreichischer Filmregisseur und Drehbuchautor.

## Leben und Wirken
Sein Vater Alois Vesely (1885–1945) war Ballistiker und Generalmajor-Ingenieur, seine Mutter Maria Vesely eine gebürtige Seidel. Er besuchte das Realgymnasium in Wien-Mödling und beschäftigte sich intensiv mit Fotografie. Nach der Matura im Jahre 1948 studierte Herbert Vesely fünf Semester Theaterwissenschaft und Kunstgeschichte an der Universität Wien. Er nahm Schauspielunterricht und betätigte sich als Statist und Volontär.
Während dieser Zeit inszenierte er seine ersten kleinen Filme im Schmalfilmbereich. Mit Leo Tichat gründete er das avantgardistische studio peripheri 50 und drehte mit einer 16-mm-Bolex-Kamera 1951 den Kurzfilm Und die Kinder spielen so gern Soldaten nach der Erzählung In der Strafkolonie von Franz Kafka. Mit dem nächsten Film An diesen Abenden nach einem Gedicht von Georg Trakl bewarb Vesely sich vergeblich um die Aufnahme an der Filmakademie Wien.
Der Filmproduzent Hans Abich ermöglichte ihm 1955 die Produktion des Experimentalfilmes Nicht mehr fliehen. 1957 gründete er mit Haro Senft und Heiner Braun die Filmproduktionsfirma filmform OHG. Es entstanden mehrere Kurzfilme, die teils vom Fernsehen produziert wurden. Sein erster Spielfilm war 1961 Das Brot der frühen Jahre, eine Literaturverfilmung nach Heinrich Böll. Der Film erhielt fünf Bundesfilmpreise. Am 6. Juli 1962 hat Vesely an der Bonner Bühne für sinnliche Wahrnehmung – KONZIL mit seinem Film Nicht mehr fliehen teilgenommen.
1962 unterzeichnete er zusammen mit anderen Autoren und Regisseuren das Oberhausener Manifest. In den 1960er Jahren drehte er ausschließlich Kurz-, Industrie- und Fernsehfilme. Die Regie seines zweiten Spielfilms Deine Zärtlichkeiten musste er 1969 an Peter Schamoni abgeben. Erst 1976 konnte er mit Der kurze Brief zum langen Abschied nach einer Erzählung von Peter Handke wieder einen Spielfilm realisieren. Er wurde von der Kritik ebenso abgelehnt wie seine Künstlerbiografie Egon Schiele – Exzesse aus dem Jahr 1980.
Vesely war mit den Schauspielerinnen Xenia Hagmann, Karin Schellenberger und seit 1966 in dritter Ehe mit der Sängerin und Schauspielerin Dany Mann verheiratet.

## Filmografie (als Regisseur)
| - 1951: Und die Kinder spielen so gern Soldaten - 1952: An diesen Abenden - 1955: Nicht mehr fliehen (auch Drehbuch) - 1958: Autobahn (auch Produktion) - 1960: Die Stadt - 1961: Folkwangschulen (auch Drehbuch) - 1962: Das Brot der frühen Jahre (auch Drehbuch) - 1962: Düsseldorf - 1963: Sie fanden ihren Weg - 1966: Ein Haus aus lauter Liebe (auch Drehbuch) - 1969: Deine Zärtlichkeiten - 1970: Das Bastardzeichen - 1972: Sternschnuppe (auch Drehbuch) | - 1974: Münchner Geschichten (Serie, 3 Folgen) - 1974: Ulla oder Die Flucht in die schwarzen Wälder - 1975: Depressionen (auch Drehbuch) - 1976: Der kurze Brief zum langen Abschied (auch Drehbuch) - 1978: Die Ängste des Dr. Schenk - 1980: Wer anderen eine Grube gräbt - 1980: Egon Schiele – Exzesse (auch Drehbuch und Co-Produktion) - 1983: Der Platzanweiser (Schauspieler) - 1987: Plaza Real (auch Drehbuch) |

## Auszeichnungen
- 1954 1. Preis für An diesen Abenden beim Experimentalfilmfestival New York
- 1962 erhielt er für Das Brot der frühen Jahre das Filmband in Gold als bester Nachwuchsregisseur.
- 1982 wurde Herbert Vesely als einer der Unterzeichner des Oberhausener Manifestes mit dem Filmband in Gold ausgezeichnet.